# Хоацинови
Хоациновите (Opisthocomidae) са семейство птици, единствени в разред хоациноподобни (Opisthocomiformes). Единственият жив представител на това семейство е хоацина (Opisthocomus hoazin), който живее в делтата на Амазонка и Ориноко в Южна Америка. Открити са няколко фосилни вида, включително един от Африка и един от Европа.

## Класификация
Разред Хоациноподобни
- Семейство Хоацинови
  - Род †Foro Olson 1992 – среден еоцен, Америка
    - Вид †Foro panarium Olson 1992

  - Род †Hoatzi Thomas 1996 – еоцен, Аржентина
    - Вид †Hoatzi panarium Thomas 1996

  - Род †Onychopteryx Cracraft 1971 – ранен еоцен
    - Вид †Onychopteryx simpsoni Cracraft 1971

  - Род †Protoazin Mayr & De Pietri 2014 – късен еоцен, Франция
    - Вид †Protoazin parisiensis Mayr & De Pietri 2014

  - Род †Namibiavis Mourer-Chauviré 2003 – среден миоцен, Намибия
    - Вид †Namibiavis senutae Mourer-Chauviré 2003

  - Род †Hoazinavis Alvarenga, Mayr & Mourer-Chauviré 2011 – късен олигоцен и ранен миоцен, Бразилия
    - Вид †Hoazinavis lacustris Alvarenga, Mayr & Mourer-Chauviré 2011

  - Род †Hoazinoides Miller 1953 – среден миоцен, Колумбия
    - Вид †Hoazinoides magdalenae Miller 1953

  - Род Хоацини (Opisthocomus) Illiger 1811
    - Вид Хоацин (Opisthocomus hoazin) (Müller 1776) Illiger 1811